# Wilcze (Przemyśl)
Wilcze (dawn. alt. Wilcza) – dawna wieś, obecnie część miasta Przemyśla.
We wsi znajduje się murowana cerkiew, zbudowana w 1914, w miejscu starszej drewnianej cerkwi, zbudowanej przed rokiem 1830.
W 1879 wieś liczyła 202 grekokatolików i 8 żydów, w 1840 – 240 grekokatolików, w 1859 – 375, w 1879 – 241, w 1899 -388, w 1926 – 691, a w 1938 – 524 grekokatolików.
Urodził się tu Bronisław Karol Konik – podporucznik Wojska Polskiego, cichociemny.